# Enganyapastors portaestendards
L'enganyapastors portaestendards (Caprimulgus longipennis) és una espècie d'ocell de la família dels caprimúlgids (Caprimulgidae) que habita sabanes amb abundants arbres al sud de Mauritània, Senegal, Gàmbia, Burkina Faso, sud de Mali, sud de Níger, Guinea Bissau, Guinea, Sierra Leone, Libèria, Costa d'Ivori, Ghana, Togo, Benín, Nigèria, sud de Camerun, el Gabon, República Centreafricana, sud de Txad i Sudan del Sud fins Etiòpia, Eritrea, nord-est de la República Democràtica del Congo, Uganda i oest de Kenya.